# امیدوار رضایی
امیدوار رضایی میرقائد (زاده‌ دی ۱۳۳۵ لالی) سیاست‌مدار، مدرس دانشگاه و جراح ایرانی است که در دوره‌های پنجم، ششم، هفتم و هشتم مجلس شورای اسلامی به‌عنوان نمایندهٔ مسجدسلیمان از استان خوزستان، در مجلس حضور داشت و در دوره‌های پنجم و هشتم از اعضای هیئت رئیسه مجلس بود. رضایی دانش‌آموخته دکتری پزشکی و جراحی مغز و اعصاب از دانشگاه علوم پزشکی شهید بهشتی است. وی در فاصله سال‌های ۱۳۹۰ تا ۱۳۹۶ معاون امور قوانین مجلس شورای اسلامی بود و هم‌اکنون به‌عنوان رئیس بیمارستان لقمان فعالیت می‌کند. او برادر کوچک‌تر محسن رضایی است.امیدوار رضایی مدتها نیز در غالب رئیس هیت مدیره و رئیس مجمع ، مرد اول و گرداننده اصلی باشگاه استقلال تهران  بوده وی مدتها در ظاهر و یا در سایه نقش رئیس  را در این باشگاه داشته است.

## زندگی
امیدوار رضایی، مدرّس دانشگاه و جرّاح ایرانی، متولّد دی ماه ۱۳۳۵ در مسجد سلیمان می‌باشد و دانش‌آموخته دکتری پزشکی و جراحی مغز و اعصاب از دانشگاه علوم پزشکی شهید بهشتی است. او برادر کوچکتر محسن رضایی می‌باشد.
او در ادوار پنجم، ششم، هفتم و هشتم مجلس شورای اسلامی به‌عنوان نمایندهٔ مسجدسلیمان از استان خوزستان، در مجلس حضور داشت و و در دوره‌های پنجم و هشتم، از اعضای هیئت رئیسه مجلس بود.
در فاصله سالهای ۱۳۹۰ تا ۱۳۹۶ معاون امور قوانین مجلس شورای اسلامی بود و به عنوان رئیس بیمارستان لقمان و مدرس دانشگاه علوم پزشکی شهید بهشتی فعالیت می‌کند.
رضایی دوران تحصیلات ابتدایی و متوسطه را در زادگاهش سپری کرد، سپس به تهران نقل مکان نمود و تحصیلات سال آخر متوسطه و دریافت مدرک دیپلم خود را در دبیرستان ارشاد تهران گذراند و سپس در سال ۱۳۵۵پس از قبولی در کنکور سراسری در رشته پزشکی وارد دانشگاه ملی ایران (شهید بهشتی) شد و مدرک دکتری پزشکی را اخذ نمود و سپس تحصیل در مقطع تخصص جراحی مغز و اعصاب را آغاز نمود و در سال ۱۳۶۸ از دانشگاه علوم پزشکی شهید بهشتی تهران فارغ‌التحصیل شد.
او در فاصله سالهای ۱۳۷۰ تا ۱۳۷۲ دوره‌های فوق تخصصی کوتاه مدت را در مرکز جراحی مغز و اعصاب هانور آلمان در بیمارستان نورداشتات زیر نظر مجید سمیعی سپری کرد.

## فعالیت‌های پژوهشی و آموزشی
1. استاد تمام و متخصص جراحی مغز و اعصاب
2. مدیرگروه جراحی مغز و اعصاب دانشگاه شهید بهشتی
3. عضو انجمن‌های علمی جامعه جراحان و جراحی مغز و اعصاب ایران
4. عضو هیئت برد تخصصی جراحی مغز و اعصاب ایران از سال ۱۳۷۲ تاکنون
5. عضو پیوسته فرهنگستان علوم پزشکی
6. دارای کتب، مقالات و سخنرانی‌های علمی تخصصی در رشته‌های مغز و اعصاب، سلامت و پیشگیری در جامعه
7. انجام اعمال جراحی مغز و اعصاب به روش آندوسکوپی برای اولین بار در ایران
8. تدریس و انجام اعمال جراحی مغز و اعصاب در سالهای ۱۳۶۸ و ۱۳۶۹ در استان سیستان و بلوچستان